# Постовская, Мария Павловна
Мария Павловна Постовская (1865—1953) — русский и советский дефектолог, олигофренопедагог, организатор первого в Москве класса для умственно отсталых детей (1908), Герой Труда (1929).

## Биография
Родилась в Елецком уезде, Орловской губернии, в семье обедневших дворян. С 14 лет и до получения высшего образования она давала частные уроки.
С 1886 года она работала волонтером в лечебнице Корсакова для душевнобольных и слушала его лекции по психиатрии.
В том же году она познакомилась с Анной Александровной Адлер, занимавшейся обучением слепых. Постовская помогала ей печатать книги по Брайлю.
В 1887 году она работала учительницей школы слепых.
Постовская посещала лекции И. М. Сеченова по физиологии и лекции Тимирязева по ботанике.
В 1888 году Мария Павловна закончила Высшие женские Лубянские курсы в Москве по естественно-математическому отделению.
По окончании курсов посвящает свою жизнь народной школе. Педагогическую деятельность она начала в должности учительницы Пушкинской городской начальной школы в Москве.

### Третье Ольгинско-Пятницкое женское начальное училище
Когда в 1896 году в Москве было открыто Третье Ольгинско-Пятницкое женское начальное училище, его заведующей была назначена Постовская. С этим училищем она не расставалась до 1917 года, когда деятельность вспомогательных школ на время была прервана.
В руководимом Постовской училище осуществлялся принцип доступности посещения всех уроков. Преподаватели этого училища и других училищ могли свободно посещать уроки, а затем участвовать в их обсуждении на конференциях.
Для лучшей организации детской среды Постовская вводит в училище элементы самоуправления: создаются ученические библиотечные, санитарно-гигиенические комиссии, развивается детская инициатива. Мария Павловна вносит коррективы в учебный план училища. Она вводит уроки ручного труда и рисования.
Одной из самых острых проблем, с которой столкнулась Постовская - проблема борьбы с неуспеваемостью. Она поставила перед собой задачу — не исключать из училища неуспевающих.
Постовская выяснила, что неуспеваемость некоторых детей обусловлена психопатологическими и педагогическими факторами. В этой связи она убедилась, что для воспитанников со стойким снижением интеллектуальной деятельности нужно создавать особые классы. Предполагалось, что обучение в них должно осуществляться по особой программе и специальными методами.
Мария Павловна и Николай Павлович Постовские вместе с Эрнстом и Ёраном Бергман выезжали за границу для изучения опыта работы с умственно отсталыми детьми. Они посетили Германию, Бельгию, Швейцарию, Францию, Австрию.
М. П. Постовскую заинтересовала Маннгеймская система дифференцированного обучения. По примеру Брюсселя она создала наблюдательное отделение, в котором за учащимися велись наблюдения в течение одного года. Затем решался вопрос о типе класса, в котором воспитанники должны продолжать дальнейшее обучение.
С 1910 года Мария Павловна организовала следующие классы: для умственно отсталых (вспомогательные классы), для педагогически отсталых (повторительные классы), для нормальных детей. С этого года в училище принимались и мальчики, но классы были раздельными.В 1913 году при училище был организован детский сад для детей, у которых рано выявлялась умственная отсталость. Для детей с глубокими степенями отсталости при училище был создан класс домоводства; в нем учащиеся приобретали чисто практические умения и навыки.
С 1911-1912 учебного года в училище были организованы занятия по исправлению речи. Была введена эвритмическая гимнастика.
Под руководством Постовской при училище была создана сложная система классов, имевшая целью дифференцировать обучение в зависимости от способностей и возраста учащихся.
Постовская выступала против создания самостоятельных вспомогательных школ. Она видела преимущество вспомогательных классов при обычных школах в том, что они позволяют умственно отсталым детям общаться с нормальными детьми.
Все, что делала М. П. Постовская в училище, было в России новым. Опыт этой школы привлекал к себе внимание широких кругов педагогической общественности и оказывал влияние на все русские школы.
Организуемые при школе выставки детских работ, созданные при школе вечерние курсы для учителей ручного труда содействовали, в частности, популяризации этих видов занятий в московских начальных школах.
В период московской забастовки учителей в декабре 1917 года школа эта распалась. Но в 1918 году была восстановлена и с 1923 года именовалась вспомогательной школой № 1 им. М. П. Постовской (5-й Монетчиковский переулок, 17).
Сама М.П. Постовская с 1918 по 1927 год работала инспектором МОНО, с 1927 по 1930 год — консультантом-методистом МОНО.
29 марта 1929 года ей было присвоено звание Героя Труда.

## Труды
Автор ряда работ, из которых наиболее значительная посвящена вопросу обучения грамоте учащихся вспомогательных школ (написана в соавторстве с И.П. Постовским и Е.А. Бергман).